# 255 км (зупинний пункт)
255 км — пасажирський зупинний пункт Шевченківської дирекції Одеської залізниці на електрифікованій у 1962 році лінії Імені Тараса Шевченка — Чорноліська між станцією Фундукліївка (3 км) та зупинним пунктом Бірки (2 км). Розташований в селі Бірки Кропивницького району Кіровоградської області.

## Пасажирське сполучення
На зупинному пункті Платформа 255 км зупиняються приміські електропоїзди до станцій Знам'янка-Пасажирська, Імені Тараса Шевченка, Миронівка та Цвіткове.